# Győri zsinagóga

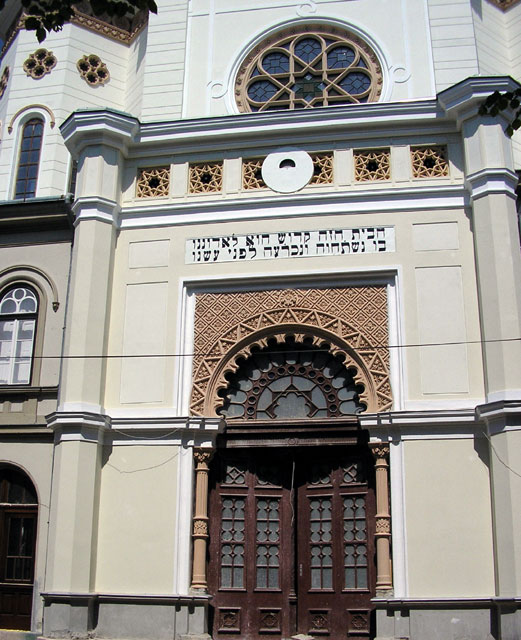
A zsinagóga homlokzata

Az egykori győri zsinagóga az Újvárosban, a Kossuth Lajos utca 5. szám alatt (Petőfi tér) található. A 19. században épült historikus és szecessziós stílusban. Ma múzeumépületként szolgál, illetve kulturális rendezvényeknek ad otthont.

## Épület
Benkó Károly pesti építész tervei alapján épült. 1870. szeptember 15-én avatták fel a templomépülethez kapcsolódó, kétemeletes iskolával együtt. A részletes kiviteli terveket az Örömy, Hencz és Bergh nevű pesti cég dolgozta ki, a kivitelező Fränkel Vilmos bécsi építész volt. A késő historizmus és szecesszió szellemében épített zsinagóga Győr egyik reprezentatív épülete lett. Hosszú ideig mintaként szolgált más városok zsinagógáinak építéséhez, mint a nagyvárosi környezetbe jól illeszkedő, nagy befogadóképességű zsinagógák méltó előképe.
1927-ben az ún. téli templommal bővítették az épületet, amely 1960 óta részben üresen állt: míg az iskolai szárnyban a Zeneművészeti Főiskola kapott helyet, illetve jelenleg is itt működik az imaterem. Azonban a templom használaton kívül maradt, így állapota fokozatosan romlott. A zsinagóga 1968-ban állami, 1993-ban városi tulajdonba került. 2003-ban elnyert címzetes támogatással és egyéb ráfordításokkal kezdődött meg teljes rekonstrukciója. A felújítás során az 1868-as állapotnak megfelelően alakították ki a nyolcszögletű központi teret, a kupola festésének rekonstruálását régi felvételek alapján végezték, a falfestés helyreállításához sablonok készültek. 2024 júliusától a Zsidó Kiválóságok Kiállítása látható az épületben. Magyar, angol és héber nyelven elérhető állandó kiállításon, több mint 400 Nobel-díjas, valamint a szakterületükön maradandót alkotó világhírű művész, kutató, sportoló, feltaláló élete és munkássága ismerhető meg. A digitális világ körbevesz minket, napjaink pedig elképzelhetetlenek  ezen technikai és tudományos vívmányok használata nélkül. Ez a kiállítás közelebb hozza e tudományokat is. Időszaki kiállítások és változatos programok is várják az ide látogatókat.
A zsinagógát a Széchenyi István Egyetem és a Városi Művészeti Múzeum közösen működteti. Kiváló akusztikájára építve gyakran szerveznek itt koncerteket, s tömeges látogatottságú múzeumi előadásokat, tárlatvezetéseket, zeneművészeti eseményeket.

## Külső hivatkozások
- Zsinagóga.lap.hu - linkgyűjtemény
- 70 év után... – A győri zsinagógában mutatták be az Imák Auschwitz után című kiállítást Archiválva 2018. szeptember 8-i dátummal a Wayback Machine-ben, (2014)